# Federazione calcistica di Andorra
La Federazione calcistica andorrana (in catalano Federació Andorrana de Futbol, acronimo FAF) è l'organo che governa il calcio in Andorra. La FAF amministra la Nazionale, i campionati e le coppe: la Primera Divisió, la Segona Divisió, la Copa Constitució e la Supercopa de Andorra. Si è affiliata alla FIFA nel 1996. Probabilmente, già nel 1993-94 si giocava un campionato andorrano.
La Supercoppa d'Andorra esiste dalla stagione 2002-03. Non esiste il torneo femminile. Prima del 1995 le squadre del Principato giocavano nelle serie minori del campionato spagnolo di calcio: il Futbol Club Andorra, ad esempio, ha preso parte anche alla Segunda División-B spagnola (terzo livello) e ha vinto la Coppa della Catalogna.